# 陳以朝
陳以朝（1540年—？），字宗甫，號鳳喁，江西南昌府寧州人，民籍，明朝政治人物。

## 生平
隆慶四年（1570年）庚午科江西鄉試第九十四名舉人，隆慶五年（1571年）聯捷辛未科會試第三百九十二名，二甲第二十四名進士。兵部觀政，授蒲州知州，萬曆三年（1575年）升工部员外郎，五年以知州降用，七年降为河南府通判，八年升湖州府同知，十二年致仕。

## 家族
曾祖陳𣲤；祖父陳由教；父陳思忠，判官。母周氏；繼母王氏。重慶下。